# The Seventh Song
The Seventh Song è un album del chitarrista Steve Vai uscito nel 2000. Si tratta della sua prima raccolta, ma contrariamente ad un tradizionale album "greatest hits" o "best of", questo ha una caratteristica particolare: tutte le canzoni in esso contenute (ad eccezione delle tre tracce inedite e della traccia nascosta) sono contenute in uno dei precedenti album di Vai come settimo brano. La settima traccia in ognuno dei suoi album è solitamente il brano meglio articolato e con maggior contenuto emotivo. "Christmas Time is Here", non essendo presente in precedenti album di Vai, è tuttavia presente come settima traccia nella compilation di Natale del 1996, Merry Axemas.
Le nuove canzoni in questo album sono "Melissa's Garden" (che è tra l'altro la settima traccia), "The Wall of Light" e "Boston Rain Melody". La traccia di "Boston Rain Melody" continua al termine del brano, così da rivelare la canzone non riportata "Warm Regards", il finale strumentale dell'album di Vai del 1996, Fire Garden.

## Tracce
Tutte le tracce scritte da Steve Vai, eccetto dove indicato.
1. For the Love of God – 6:09
2. Touching Tongues – 5:32
3. Windows to the Soul – 6:25
4. Burnin' Down the Mountain – 4:19
5. Tender Surrender – 5:10
6. Hand on Heart – 5:26
7. Melissa's Garden – 7:54
8. Call it Sleep – 5:04
9. Christmas Time is Here (Vince Guaraldi, Lee Mendelson) – 4:13
10. The Wall of Light – 2:38
11. Boston Rain Melody – 8:53